# 乾杯 (アルバム)
『乾杯』（かんぱい）は、日本のシンガーソングライターである長渕剛の3枚目のオリジナルアルバムである。
1980年9月5日に東芝EMIのエキスプレスレーベルからリリースされた。前作『逆流』（1979年）からおよそ10ヶ月ぶりにリリースされた作品であり、作詞および作曲は長渕、編曲は瀬尾一三や青木望が担当、また初の長渕自身によるセルフプロデュースの作品となった。
前2作において現在の自分とのギャップを感じていた長渕が自らプロデューサーとなり制作され、音楽性は前2作に続き「長渕流フォーク」を追求した内容であり長渕は本作によって「長渕流フォークは完成した」と述べている。
本作以前にリリースされたシングル「春待気流」（1980年）は収録されず、後に「ヒロイン」がリカットシングルとしてリリースされた。また「乾杯」はこの時点ではシングルではリリースされず、後に「乾杯 -NEW RECORDING VERSION-」（1988年）としてリリースされた。
オリコンチャートでは最高位1位を獲得している。

## 背景
前作『逆流』（1979年）リリース後、単独ライブツアー「長渕剛コンサートツアー'79」を11月12日から12月21日まで開催し、翌1980年1月17日からは「長渕剛コンサートツアー'80」を開催していた。
その最中、『逆流』に収録されていた「順子」（1980年）が福岡市の有線リクエストでベストテンにランキング入りし、続いて高知市、福島県白河市においてもベストテン入りする。各方面よりシングル化を要望する声が上がっていたが、長渕は「自分のフォークはメッセージフォークであり、叙情派フォークと勘違いされたくない」との信念から、「順子」のシングルカットには否定的であった。しかし、相当数の要望が寄せられた事から、「長渕流フォークをある程度浸透させること」が出来た後にシングル化する事を検討した。そして5月17日に発売を決定、6月5日に正式にリリースされる運びとなった。
「順子」は「涙のセレナーデ」との両A面シングルであったが、ヒットチャートを急上昇し、8週連続で1位を獲得しミリオンセラーとなった。これを受け、各テレビ局からも出演依頼が殺到する事となる。

## 録音
長渕自身が過去2作と現在の自分の間にギャップを感じており、それを解消すべく自らが初めてプロデューサーとなり制作に携わった。
コンセプトは「世の中に大きな流れがあるのなら、その心地よい流れに巻き込まれることなく、敢えて自分の流れをつくりたい。自らの流れを突き進みはじめたすべての人に、心の叫びと怒りを持つすべての人々に、そして果てしなく頂上をめざして挑み続ける人に－乾杯!」であると語っている。
制作にはおよそ1か月ほどかかり、長渕自身も前2作以上の満足感を得て、この作品で「長渕流フォークは完成した」と発言している。

## 音楽性
文芸雑誌『別冊カドカワ 総力特集 長渕剛』では、「（『ヒロイン』に関して）若干調子はずれのトランペットは、トム・ウェイツの世界を彷彿とさせる。アコーディオンと、同種の楽器バンドネオンを共存させている点。イントロのレゲエ・フレーバーと哀愁のアレンジの中で跳ねるスラップベースは、好意的に解釈するなら、この年タクシー・レーベルを立ち上げた、稀代のリズム隊＜スライ&ロビー＞を意識していたとも受け取れる」と表記されている。

## リリース
1980年9月5日に東芝EMIのエキスプレスレーベルより、LP、カセットテープの2形態でリリースされた。
1983年にはアルバム『Bye Bye』（1981年）との2本組でカセットテープにてリリースされた。
1985年11月1日にはCDにて初めてリリースされ、2006年2月8日に24ビット・デジタルリマスター、紙ジャケット仕様で再リリースされた。

## プロモーション
シングル「順子/涙のセレナーデ」がTBS系音楽番組『ザ・ベストテン』にランクインした事から出演依頼が来たが、長渕は出演する意志は全くなかった。それは、全国各地をライブツアーで回っており、すでに長渕流フォークは浸透しているとの判断からテレビ出演の必要性を感じていなかったためである。しかし、身体障害者からの「体が不自由なためコンサート会場まで足を運べない」というハガキが寄せられた事を機に、出演を快諾する事となった。出演を快諾したものの、同番組を見るにつれ「自分はテレビという画面に合わないんじゃないか」という疑念が生じたが、ユイ音楽工房の社長である後藤由多加から「テレビに出ておまえのパワーを見せてやれ」と叱咤激励された事で正式に出演が決定した。これらを経て1980年7月31日に第4位での登場で「順子」を演奏、当日の放送では長渕の要望によりライブと同じ構成になっており、歌の前に1分間のトークを行っている。その際に「間違ったらもう一度あたまからやり直しますんで」と発言、また8月7日には「HOT JAM'80」からの生中継という形で再度同番組に出演し「順子」を演奏している際に、手拍子をする周囲の人間たちに対し演奏を途中で止め、「これは失恋の歌なんで、ひとつ、手拍子は勘弁頂きたい」と発言した。これらの言動が周囲の誤解を招き、また陰口を叩かれる事となった。

## ツアー
本作リリース前より「長渕剛コンサートツアー'80」を1月17日から6月3日まで開催しており、本作リリース後の9月8日から翌1981年1月9日まで同ツアーと継続する形となった。

## 批評
| 専門評論家によるレビュー             | 専門評論家によるレビュー |
| レビュー・スコア                     | レビュー・スコア         |
| 出典                                 | 評価                     |
| ------------------------------------ | ------------------------ |
| CDジャーナル                         | 肯定的                   |
| 別冊カドカワ 総力特集 長渕剛         | 肯定的                   |
| 文藝別冊 長渕剛 民衆の怒りと祈りの歌 | 肯定的                   |

- 音楽情報サイト『CDジャーナル』では、「世の中の不条理を知り、もがき苦しむ姿が歌詞に投影された哀切漂う作品。ラストを飾った『乾杯』は名曲として多くの人々に歌われている」と肯定的な評価を下している[12]。

- 文芸雑誌『別冊カドカワ 総力特集 長渕剛』では、「一つ一つ成果を残してきた長渕だから、デビュー1年目で、本作を作ることができたのだろう。それほどデビュー・アルバムとは肌触りが異なる」、「『顔』『プレイベート』『白と黒』での、アコースティックギター演奏も、ライヴで手にした成果だろう」と肯定的な評価を下している[5]。

- 文芸雑誌『文藝別冊 長渕剛 民衆の怒りと祈りの歌』では、「（本作で）現在まで一貫する"長渕イズム"の原点を作り上げている」、「長渕はいつか獲得できるはずの自由のための前哨戦としてか細い声を思いっ切り張り上げているようだ」と肯定的な評価を下している[13]。

## チャート成績
オリコンチャートでは最高位1位となり、売り上げは約29万枚となった。また、2006年の再発版では最高位231位となった。

## 収録曲

### LP盤 / CT盤
| 全作詞・作曲: 長渕剛。 |                  |           |            |                                |      |
| #                      | タイトル         | 作詞      | 作曲・編曲 | 編曲                           | 時間 |
| 1.                     | 「決心」         | 長渕剛    | 長渕剛     | 瀬尾一三                       | 3:33 |
| 2.                     | 「プロポーズ」   | 長渕剛    | 長渕剛     | 長渕剛                         | 3:54 |
| 3.                     | 「手のひら」     | 長渕剛    | 長渕剛     | 瀬尾一三                       | 3:24 |
| 4.                     | 「顔」           | 長渕剛    | 長渕剛     | ストリングスアレンジ: 瀬尾一三 | 3:45 |
| 5.                     | 「もう一人の俺」 | 長渕剛    | 長渕剛     | 瀬尾一三、長渕剛               | 5:03 |
| 合計時間:              | 合計時間:        | 合計時間: | 19:39      |                                |      |

| #         | タイトル           | 作詞      | 作曲・編曲 | 編曲     | 時間 |
| --------- | ------------------ | --------- | ---------- | -------- | ---- |
| 6.        | 「プライベート」   |           |            | 長渕剛   | 3:39 |
| 7.        | 「白と黒」         |           |            | 長渕剛   | 3:26 |
| 8.        | 「ヒロイン」       |           |            | 瀬尾一三 | 4:02 |
| 9.        | 「暗闇の中の言葉」 |           |            | 長渕剛   | 4:20 |
| 10.       | 「乾杯」           |           |            | 青木望   | 5:32 |
| 合計時間: | 合計時間:          | 合計時間: | 20:59      |          |      |

### CD盤
| 全作詞・作曲: 長渕剛。 |                    |           |            |                                |      |
| #                      | タイトル           | 作詞      | 作曲・編曲 | 編曲                           | 時間 |
| 1.                     | 「決心」           | 長渕剛    | 長渕剛     | 瀬尾一三                       | 3:33 |
| 2.                     | 「プロポーズ」     | 長渕剛    | 長渕剛     | 長渕剛                         | 3:54 |
| 3.                     | 「手のひら」       | 長渕剛    | 長渕剛     | 瀬尾一三                       | 3:24 |
| 4.                     | 「顔」             | 長渕剛    | 長渕剛     | ストリングスアレンジ: 瀬尾一三 | 3:45 |
| 5.                     | 「もう一人の俺」   | 長渕剛    | 長渕剛     | 瀬尾一三、長渕剛               | 5:03 |
| 6.                     | 「プライベート」   | 長渕剛    | 長渕剛     | 長渕剛                         | 3:39 |
| 7.                     | 「白と黒」         | 長渕剛    | 長渕剛     | 長渕剛                         | 3:26 |
| 8.                     | 「ヒロイン」       | 長渕剛    | 長渕剛     | 瀬尾一三                       | 4:02 |
| 9.                     | 「暗闇の中の言葉」 | 長渕剛    | 長渕剛     | 長渕剛                         | 4:20 |
| 10.                    | 「乾杯」           | 長渕剛    | 長渕剛     | 青木望                         | 5:32 |
| 合計時間:              | 合計時間:          | 合計時間: | 40:38      |                                |      |

## スタッフ・クレジット

### 参加ミュージシャン
- 今泉正義 - ドラムス（1,2,3,5,8,9,10曲目）
- 武部秀明 - エレクトリックベース（1,2,3,5,8,9曲目）
- 岡沢茂 - エレクトリックベース（10曲目）
- 石川鷹彦 - アコースティックギター（1,3,5,6,8曲目）、マンドリン（6,9曲目）、バンジョー（2曲目）
- 長渕剛 - アコースティックギター（2,3,4,5,7,8,9曲目）、ナッシュビルチューニングギター（6曲目）、マウスハープ（5,9曲目）
- 徳武弘文 - アコースティックギター（3,7曲目）、エレクトリックギター（1,2,3,5,8,9曲目）
- 笛吹利明 - アコースティックギター（10曲目）
- 水谷公生 - アオースティックギター（10曲目）
- 尾崎孝 - ペダルスチールギター（2曲目）
- 谷口陽一 - ラップスチールギター（9曲目）
- 瀬尾一三 - キーボード（1曲目）、プロフェット5（3曲目）
- 山田秀俊 - キーボード（2,5,8,9曲目）
- 澁井博 - キーボード（10曲目）
- ペッカー - L-パーカッション（1,3,8曲目）
- 生明康二 - ダルシマー（1曲目）
- トマトグループ - ストリングス（3,4,8,10曲目）
- 玉木宏樹 - バイオリン（ソロ）（5曲目）
- 風間文彦 - アコーディオン（8曲目）
- 池田光夫 - バンドネオン（8曲目）
- 山里剛 - トランペット（ソロ）（8曲目）
- 浜田良美 - コーラス（5曲目）
- 香川喜章 - コーラス（5曲目）
- 山根麻衣 - コーラス（5曲目）

### スタッフ
- 長渕剛 - プロデューサー
- 陣山俊一（ユイ音楽工房） - ディレクター
- 山里剛（ヤマハ音楽振興会） - ディレクター
- 引田和幸（東芝EMI） - ディレクター
- 糟谷銑司 - マネージャー
- 奥村誠二 - レコーディング・エンジニア
- 村上輝生 - レコーディング・エンジニア
- 石塚良一 - レコーディング・エンジニア、リミックス・エンジニア
- タムジン - 写真撮影
- 荒井博文 - デザイン

## リリース履歴
| No. | 日付          | レーベル              | 規格  | 規格品番           | 最高順位 | 備考                                                            |
| --- | ------------- | --------------------- | ----- | ------------------ | -------- | --------------------------------------------------------------- |
| 1   | 1980年9月5日  | 東芝EMI／エキスプレス | LP CT | ETP-90017 ZT28-642 | 1位      |                                                                 |
| 2   | 1983年        | 東芝EMI／エキスプレス | CT    | ZH40-1345          | -        | A面にアルバム『乾杯』、B面にアルバム『Bye Bye』が収録されている |
| 3   | 1985年11月1日 | 東芝EMI／エキスプレス | CD    | CA32-1184          | -        |                                                                 |
| 4   | 2006年2月8日  | 東芝EMI／エキスプレス | CD    | TOCT-25945         | 231位    | 24ビット・デジタルリマスター、紙ジャケット仕様                  |